# Dijkgraaf (waterschap)

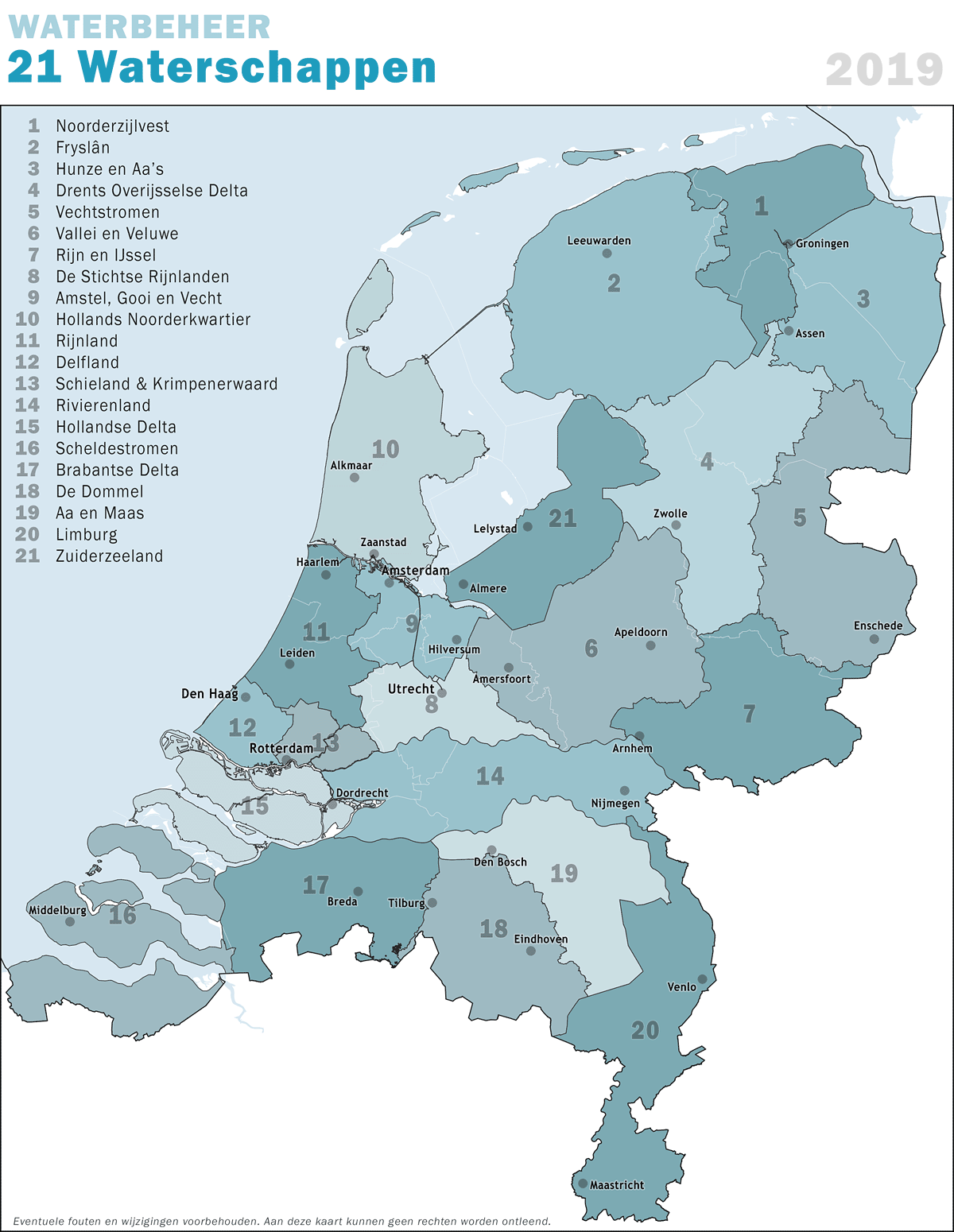
De 21 waterschappen in Nederland

De dijkgraaf is de voorzitter van een waterschap, in Vlaanderen polder genoemd.
Een dijkgraaf is vergelijkbaar met de functie van burgemeester. Een dijkgraaf maakt geen deel uit van het algemeen bestuur en heeft daarin ook geen stemrecht. In het dagelijks bestuur van een waterschap heeft hij of zij wel zitting en stemrecht. Het dagelijks bestuur van een waterschap wordt college van dijkgraaf en heemraden genoemd. Een dijkgraaf wordt voor een periode van zes jaar door de Kroon benoemd. In het verleden werden bij voorkeur mensen benoemd die zelf aanzienlijke bezittingen hadden in het te beschermen gebied. De gedachte hierachter was dat het eigenbelang van de dijkgraaf hem of haar motiveerde om de veiligheid van het gebied tegen overstromingen te waarborgen. Hoewel de titel 'dijkgraaf' geen adellijke titel is, kwamen in de praktijk dijkgraven door dit beleid vaak uit adellijke families.

## Alternatieve benamingen
Bij waterschappen die geen dijken in beheer hebben (zoals waterschap De Dommel en waterschap Vechtstromen) heet deze functie watergraaf.
In Groningen kwam de benaming voor 1995 niet voor. Hier werd de term voorzitter gebruikt. Het dagelijks bestuur werd aangeduid met Voorzitter en gecommitteerden en soms alleen gecommitteerden.

## Lijst van huidige dijkgraven
Het nummer correspondeert met de kaart.
| Nr. | Naam                   | Waterschap                                                  | Partij           | Indiensttreding |
| --- | ---------------------- | ----------------------------------------------------------- | ---------------- | --------------- |
| 1   | Roeland van der Schaaf | Waterschap Noorderzijlvest                                  | PvdA             | 2022-07         |
| 2   | Luzette Kroon          | Wetterskip Fryslân                                          | -                | 2020-02         |
| 3   | Geert-Jan ten Brink    | Waterschap Hunze en Aa's                                    | partijloos       | 2017-08         |
| 4   | Dirk-Siert Schoonman   | Waterschap Drents Overijsselse Delta (WDODelta)             | VVD              | 2020-08         |
| 5   | Stefan Kuks            | Waterschap Vechtstromen                                     | -                | 2007-01         |
| 6   | Marijn Ornstein        | Waterschap Vallei en Veluwe                                 | VVD              | 2021-03         |
| 7   | Hein Pieper            | Waterschap Rijn en IJssel (WRIJ)                            | CDA              | 2011-04         |
| 8   | Jeroen Haan            | Hoogheemraadschap De Stichtse Rijnlanden (HDSR)             | PvdA             | 2019-09         |
| 9   | Joyce Sylvester        | Waterschap Amstel, Gooi en Vecht                            | PvdA             | 2022-11         |
| 10  | Remco Bosma            | Hoogheemraadschap Hollands Noorderkwartier (HHNK)           | VVD              | 2023-02         |
| 11  | Rogier van der Sande   | Hoogheemraadschap van Rijnland                              | VVD              | 2017-09         |
| 12  | Piet-Hein Daverveldt   | Hoogheemraadschap van Delfland                              | D66              | 2018-06         |
| 13  | Pieter van de Stadt    | Hoogheemraadschap van Schieland en de Krimpenerwaard (HHSK) | VVD              | 2025-03         |
| 14  | Tanja Cuppen           | Waterschap Rivierenland                                     | -                | 2019-04         |
| 15  | Jan Bonjer             | Waterschap Hollandse Delta                                  | -                | 2020-05         |
| 16  | Toine Poppelaars       | Waterschap Scheldestromen                                   | CDA              | 2010-02         |
| 17  | Kees Jan de Vet        | Waterschap Brabantse Delta                                  | CDA              | 2017-09         |
| 18  | Erik de Ridder         | Waterschap De Dommel                                        | CDA              | 2019-05         |
| 19  | Mario Jacobs           | Waterschap Aa en Maas                                       | GroenLinks       | 2021-04         |
| 20  | Saskia Borgers         | Waterschap Limburg                                          | Water Natuurlijk | 2024-02         |
| 21  | Hetty Klavers          | Waterschap Zuiderzeeland                                    | -                | 2013-10         |